# Fusil Tipo I
El Tipo I era un fusil de fabricación italiana, que fue empleado por la Armada Imperial Japonesa durante la Segunda Guerra Mundial. Combina algunas características del Carcano M91 y el Tipo 38, tales como el cerrojo del primero y el cargador interno fijo del segundo.

## Historia
El fusil Tipo I fue producido en Italia para el Imperio del Japón antes de la Segunda Guerra Mundial. Tras la invasión de China, toda la producción de fusiles Arisaka fue destinada al Ejército Imperial Japonés. Por lo que la Armada Imperial Japonesa, según las cláusulas del Pacto Anti-Komintern, firmó en 1937 un contrato con Italia para obtener este fusil. El Tipo I está basado en el Tipo 38, aunque emplea un cerrojo Carcano y conserva el cargador interno fijo con capacidad de cinco cartuchos del Tipo 38. Disparaba cartuchos 6,5x50 Arisaka. Se produjeron aproximadamente 80 000 fusiles Tipo I para Japón entre 1938 y 1939, 40 000 por Beretta y la otra mitad por arsenales italianos; el último lote para Japón zarpó en submarino desde Venecia en 1941.
En el mercado estadounidense de armas de colección, el fusil Tipo I es bastante escaso pero no muy popular entre los coleccionistas. Ya que el Tipo I es una combinación de elementos italianos y japoneses, tiende a ser ignorado por los coleccionistas especializados en armas japonesas. Además, el Tipo I no tiene estampado el Crisantemo Imperial u otros marcajes de interés para los coleccionistas de armamento japonés. Varios de los fusiles Tipo I llevados a los Estados Unidos como trofeos de guerra, fueron capturados en el Atolón Kwajalein, Filipinas o en Japón al finalizar el conflicto.